# لوشاب
لوشاب، روستایی در دهستان زرکان بخش لایبید شهرستان میمه و وزوان در استان اصفهان ایران است.

## جمعیت
بر پایه سرشماری عمومی نفوس و مسکن در سال ۱۳۹۵، جمعیت این روستا برابر با ۳۰۵ نفر (۱۱۵ خانوار) بوده است.